# Paoy Poet
Krong Paoy Paet (hay Poipet) là một thị xã (krong) ở phía tây của tỉnh Banteay Meanchey ở tây bắc Campuchia.

## Hành chính
Bảng dưới đây cho thấy các làng của Krong Paoy Paet theo xã.
| Khum(xã)  | Phum (Làng) |
| --------- | --- |
| Nimit     | Nimit Muoy, Nimit Pir, Nimit Bei, Nimit Buôn, Ou Chrov, Dong aranh, Souriya, Nimit Thmei, Thma Sen, Kun Damrei, Kob Thom, Anlong Svay, Raksmei Serey Pheap, Raksmey Samaki, |
| Paoy Paet | Kbal Spean, Baliley, Kilou Lekh Buôn, Tuol Pongro, Prey Kob, Andoung Thmor đo, Stoeng Bat, Toul Prasat, Prachea Thorm, Ou Neang, Ou Roesey                                  |